# Themus lahoulensis
Themus lahoulensis es una especie de coleóptero de la familia Cantharidae.

## Distribución geográfica
Habita en el Himalaya.